# 한극수
한극수(1979년 1월 28일 ~ )는 대한민국의 희극 배우이다.

## 출연작
- KBS 폭소클럽
- SBS 웃찾사